# Theophil Ruderstaller

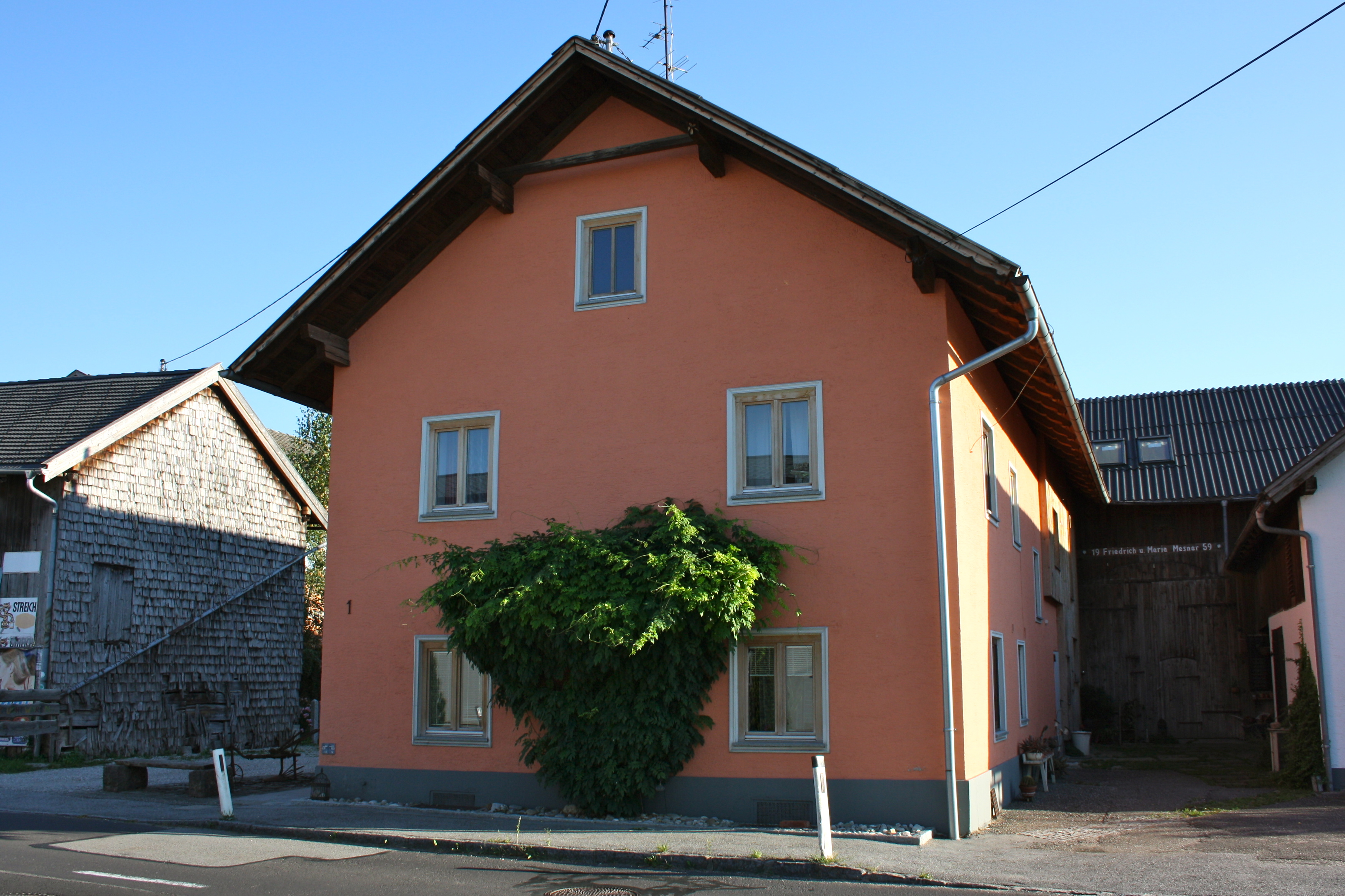
Geburtshaus von Theophil Ruderstaller in Ostermiething

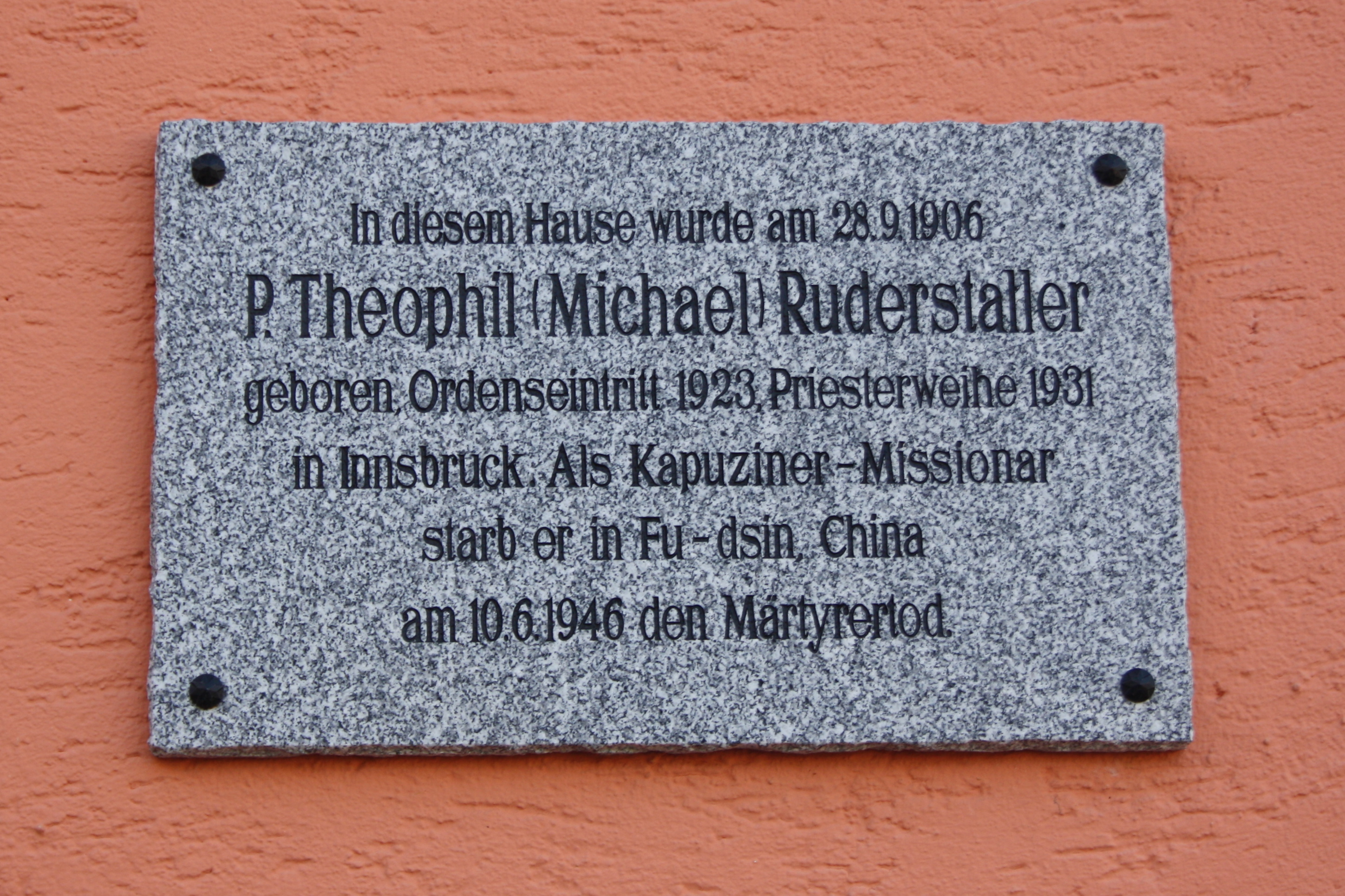
Gedenktafel am Geburtshaus

Pater Theophil Ruderstaller OFMCap (* 28. September 1906 als Michael Ruderstaller in Ostermiething, Oberösterreich; † 10. Juni 1946 in Fuxin (Volksrepublik China)) war ein Kapuziner und China-Missionar.

## Leben
Ruderstaller wurde 1906 in eine kinderreiche Arbeiterfamilie hineingeboren. Am 29. September 1906 wurde er auf den Namen Michael getauft. Er besuchte das Gymnasium im bischöflichen Knabenseminar in Linz. Während seiner Schulzeit war er ein begeisterter Turner. Im Dezember 1923 trat er dem Kapuzinerorden der Nordtiroler Kapuzinerprovinz bei. Er nahm den Ordensnamen Theophil an. Sein Theologiestudiums fiel ihm schwer und er gehörte nicht zu den Talentiertesten seines Fachs, wenngleich er die fehlende Begabung durch viel Fleiß, Ausdauer und Willenskraft auszugleichen versuchte. Am 2. Juli 1931 feierte er in Ostermiething seine Primiz. 1933 wurde er zunächst zur Missionsarbeit nach Riga gesandt, jedoch bereits wenige Monate später zur Missionsstation nach Kiamusze in die Mandschurei, die sich erst ein Jahr vorher von der Republik China abgespalten hatte, versetzt. Die Zeiten der zunächst japanischen und später russischen Besatzung waren für die Missionare hart. Er verbrachte nahezu zwei Jahre in Japan, um die Sprache der Besatzer zu lernen, jedoch kam er nie über das Anfängerniveau hinaus. Auch mit Chinesisch tat er sich anfangs schwer, lernte jedoch im Lauf der Zeit fließend Mandarin zu sprechen. Zeit seines Lebens war er über die Einstellung der (damaligen) Chinesen hinsichtlich Reinlichkeit entsetzt. Trotzdem wird er als begeisterter Missionar „seiner Chinesen“ gelobt. 1938 wurde Ruderstaller in Nachfolge des schwer erkrankten Pater Peregrin Klingler OFMCap. die Station in Fu-dsin anvertraut, deren Leiter er bis zu seinem Tod blieb.

## Gewaltsamer Tod
In den Abendstunden des 10. Juni 1946 drangen Vertreter der Kommunistischen Partei Chinas in die Kirche von Fu-dsin ein, in der die übliche Herz-Jesu-Andacht gehalten wurde. Die Kirche war neu und Ruderstaller selbst hatte bei der Grundsteinlegung am 3. Oktober 1935 die kirchliche Weihe vorgenommen. Die Eindringlinge verlangten dringend mit dem Stationsleiter Ruderstaller und seinem Kaplan P. Antonin Schröcksnadel zu sprechen. Nachdem die beiden die Kirche verlassen hatten, wurde in der Kanzlei des Pfarrhauses gegen sie Anklage wegen verbotenen Waffenbesitzes erhoben. Eine Hausdurchsuchung verlief ergebnislos. Daraufhin wurden den beiden Missionaren mit ihren Ordensgürteln die Hände auf den Rücken gebunden und sie mussten sich hinknien. Unvermittelt wurde auf sie geschossen. Ruderstaller brach sofort tödlich getroffen zusammen, während Schröcksnadel seinen tödlichen Verwundungen zwei Stunden später erlag. Die Mission ist seitdem verwaist.

## Auffindung der Gebeine
Bischof Joseph Wei aus Qiqihar, seit 2002 Apostolischer Administrator der ehemaligen Kapuzinermission Kiamusze (Jiamusi), teilte 2005 Gaudentius Walser von der Nordtiroler Kapuzinerprovinz mit, dass bei Brunnengrabungen im Garten eines Privathauses zwei Särge mit den Leichen von Ruderstaller (Ostermiething) und Antonin Schröcksnadel (Innsbruck) gefunden wurden. Im November 2009 wurden die Gebeine exhumiert und im Januar 2010 nach Innsbruck überführt, wo sie in der Kapuzinerkirche beigesetzt werden sollen.

## Seligsprechung
Für Theophil Ruderstaller läuft ein Seligsprechungsverfahren.

## Schriften über Ruderstaller
- Hermengild Hintringer: Gräber am Sungari: Ein Beitrag zur Geschichte von Kiamusze, Fügen, 1958
- Hermenegild Hintringer: Der oberösterreichische Chinamissionar und Märtyrer P. Theophil Ruderstaller († 1946). In: Neues Archiv für die Geschichte der Diözese Linz. Jahrgang 1, Linz 1981/82, S. 62–75, ooegeschichte.at [PDF].
- Hermenegild Hintringer: P. Theophil Ruderstaller OFM Cap. von Ostermiething. Ein ehemaliger Petriner und Blutzeuge für die katholische Kirche in China. In: Gedenkschrift zum 50. Schuljahr des Bischöflichen Gymnasiums am Kollegium Petrinum, Linz 1954, S. 82–83.
- Walter Bühlmann: Feuer auf Erden: Lebensbilder von acht Kapuzinermissionaren, München/Paderborn/Wien, 1958
- Valentin Dietrich: Kurzes Lebensbild P. Theophils, in: Corpus Christi Mysticum, 36. Jg., H. 3, 1953, S. 50–52.
- Adalar Eberharter: Erinnerungen an R. P. Theophil Ruderstaller OFMCap., Manuskript im Provinzarchiv der Nordtiroler Kapuziner (Innsbruck), Fasz.: Mission Kiamusze.
- Nikolaus (Kaindlstorfer): R. P. Theophil von Ostermiething: Erinnerungen, in: Corpus Christi Mysticum, Mai 1950, S. 66–72.
- Nikolaus (Kaindlstorfer): Erinnerungen an R. P. Theophil Ruderstaller OFMCap., 2. Teil, Manuskript im Provinzarchiv der Nordtiroler Kapuziner (Innsbruck), Fasz.: Mission Kiamusze.
- Julius Mitterer: Erinnerungen an R. P. Theophil Ruderstaller OFMCap., Manuskript im Provinzarchiv der Nordtiroler Kapuziner (Innsbruck), Fasz.: Mission Kiamusze.